# Момчето в синьо
Момчето в синьо е маслена картина на английския художник Томас Гейнзбъро от около 1770 г. Картината се смята за едно от най-известните произведения на Гейнзбъро. Намира се в колекцията от произведения на изкуството на Библиотека „Хантингтон“, Сан Марино, Калифорния.
Портретът показва Джонатан Бутал, син на богат търговец, който на картината е на 18 години. На картината е с облекло от 17 век. Причината е че за прототип на картината служи една картина на Антонис ван Дайк с облечено в червено момче.
В картината е използван син цвят, като по този начин Гейнзбъро желае да докаже на своя голям конкурент Джошуа Рейнолдс, че този цвят може да се използва и в централната част на една картина, нещо което би трябвало да е отричано от Рейнолдс.

## История
След нарисуването на картината тя става собственост на Джонатал Бутал. През 1809 г. картината става собственост на семейство Гросвенор, а след Първата световна война я закупува железопътният магнат Хенри Хантингтън от САЩ на рекордна за времето си цена.